# 徐思文
徐思文（?—?），唐朝曹州离狐县（今山东省东明县）人，徐世勣的次子，徐震的弟弟，徐敬业的叔父。
因为徐世勣被赐姓李，徐思文又作李思文。历任嵐州、饶州刺史，仪凤年间，唐高宗以太仆少卿李思文检校陇右诸牧监使，监牧有使从此开始。调露元年（679年），突厥阿史德温傅反唐，单于管内二十四州响应，众数十万。单于都护萧嗣业率兵征讨，战败。唐高宗以礼部尚书裴行俭为定襄道行军大总管，率太仆少卿李思文、营州都督周道务等部兵十八万，和西军程务挺、东军李文暕等一共三十余万，旗帜连亘数千里。右金吾将军曹怀舜屯井陉，右武卫将军崔献屯绛、龙门。击破阿史德温傅，阿史那泥熟匐为部下所杀，擒获阿史德奉职回军。
李思文改任润州刺史。光宅元年（684年），李敬业（徐敬业）起兵反武则天，李思文派人从小路回报朝廷。十月，李敬业率众南渡长江，李思文固守润州一个月。润州城陷，李敬业责备叔叔：“庐陵王继天下，无罪见废，今兵以义动，何过拒邪？若太后是助，宜即姓武。”魏思温想要杀了李思文，李敬业不许。李敬业被平定，李思文免罪。被赐武姓，加银青光禄大夫、上柱国、卫县开国公，检校并州大都督府长史、清源道总管，冀州刺史。官至春官尚书（礼部尚书）。武思文上书武则天：“《周书·武成》为篇，辞有‘垂拱天下治’，为受命之符。”有人说武思文本来参与与徐敬业计谋，于是恢复徐姓，之后去世。其子徐钦宪，开元年间，官至国子祭酒。